# Флаг Гулькевичского района
Флаг муниципального образования Гульке́вичский район Краснодарского края Российской Федерации — опознавательно-правовой знак, служащий официальным символом муниципального образования.
Флаг утверждён 26 февраля 2006 года и внесён в Государственный геральдический регистр Российской Федерации с присвоением регистрационного номера 2288.

## Описание
«Прямоугольное полотнище жёлтого цвета с отношением ширины к длине 2:3, несущее в крыже расположенные синий кадуцей над скрещёнными красными молотами. У свободного края треугольник в виде вертикально развёрнутой кирпичной бело-красной кладки (причём красные элементы образуют красную сломанную под углом полосу, примыкающую к краю треугольника), отделённый от основной части полотнища синей сломанной под углом полосой, несущей 15 белых звёзд (ближайшая к древку имеет больший размер)».

## Обоснование символики
Молоточки символизируют железную дорогу, проходящую через район, строительные организации, а также это элемент личного герба барона Штейнгеля — одного из тех, кто первым начал осваивать и развивать эти земли.
Кадуцей — символ торговли, ведь именно благодаря предприимчивым купцам получили развитие закубанские земли в XIX веке.
Синее стропило символизирует излучину реки Кубани, протекающей вдоль всего района.
Жёлтый цвет (золото) — цвет богатства, символ могущества, знатности, постоянства, прочности. На флаге жёлтый цвет аллегорично показывает уникальную кубанскую природу, неисчерпаемое богатство полей района.
Мурованная чёрным белая стена с красным ступенчатым (в виде кирпичной кладки) стропилом символизирует строительные организации района, кирпичные заводы, в том числе пока единственный силикатный завод на Кубани.
15 белых звёзд — 15 городских и сельских поселений района.
Белый цвет (серебро) служит символом благородства, чистоты, справедливости, великодушия.
Красный цвет — символ красоты, праздника, мужества, труда.